# Gródek (przystanek kolejowy na Ukrainie)
Gródek (ukr. Городок, ros. Городок) – przystanek kolejowy w miejscowości Gródek, w rejonie rówieńskim, w obwodzie rówieńskim, na Ukrainie. Leży na linii Zdołbunów – Kowel.